# Metrodoro de Trales
Metrodoro (em latim: Metrodorus) foi um bizantino do século VI, nativo de Trales. Era um dos cinco filhos do médico de Estêvão e irmão de Antêmio, Alexandre, Olímpio e Dióscoro. Distinguiu-se como gramático em sua cidade natal e por sua fama foi convocada pelo imperador Justiniano I (r. 527–565) para trabalhar em Constantinopla como professor dos filhos da nobreza.